# Alpsvanmossa
Alpsvanmossa (Meesia hexasticha) är en bladmossart som beskrevs av Bruch 1826. Alpsvanmossa ingår i släktet svanmossor, och familjen Meesiaceae. Enligt den finländska rödlistan är arten starkt hotad i Finland. Enligt den svenska rödlistan är arten sårbar i Sverige. Arten förekommer i Övre Norrland. Artens livsmiljö är strandängar vid sötvatten. Inga underarter finns listade i Catalogue of Life.